# Brück (Familienname)
Brück oder Brueck ist ein deutscher Familienname.

## Herkunft und Bedeutung
Brück ist ein Wohnstättenname für jemanden, der an einer Brücke wohnt.

## Namensträger

### Pseudonym
- Dr. Brück (1884–1936), deutscher Luftfahrtpionier, siehe Simon Brunnhuber

### Familienname
- Alwin Brück (1931–2020), deutscher Politiker (SPD)
- Anton Theobald Brück (1798–1885), Badearzt, Übersetzer und Schriftsteller
- Anton Philipp Brück (1913–1984), deutscher Priester, Kirchenhistoriker und Hochschullehrer
- Astrid von Brück (* 1966), deutsche Harfenistin und Hochschullehrerin
- August von Brück (1859–1941), deutscher Diplomat
- Bettina Brück (* 1967), deutsche Politikerin (SPD)
- Christa Anita Brück (1899–1958), deutsche Schriftstellerin
- Christian Brück (latinisiert Pontanus; um 1516–1567), deutscher Politiker und Kanzler
- Elisabeth Brück (* 1972), deutsche Schauspielerin
- Ernst Brück (1880–1971), deutscher Architekt, Bauunternehmer und Designer
- Eva Brück (1926–1998), deutsche Schriftstellerin, Übersetzerin und Journalistin
- Franz Brück (* 1981), deutscher Fotograf
- Gerhard W. Brück (1927–1987), deutscher Sozialwissenschaftler, Redakteur, Funktionär und Hochschullehrer für Sozialpolitik
- Gregor Brück (um 1483–1557), deutscher Politiker und Kanzler
- Gustav Brück (1877–1956), deutscher Rechtsanwalt, Vorsitzende der jüdischen Gemeinde in Wuppertal
- Heinrich Brück (Politiker) (1815–1879), deutscher Polizist und Politiker, Bürgermeister von Worms
- Heinrich Brück (Bischof) (1831–1903), deutscher Geistlicher, Bischof von Mainz
- Herbert Brück (1900–1974), österreichischer Eishockeyspieler
- Hermann Brück (1905–2000), deutscher Astronom
- Hermann Brück (Unternehmer) (* 1945), deutscher Unternehmer, Mäzen und Wohltäter
- Holger Brück (* 1947), deutscher Fußballspieler und -trainer
- Inge Brück (* 1936), deutsche Sängerin und Schauspielerin
- Josef Brück (1924–2013), deutscher Maler und Grafiker
- Julius Brück (1859–1918), ungarischer Musikpädagoge und Komponist
- Karl Brück (Offizier) (1869–1945), deutscher Generalmajor
- Karl Brück (Gauleiter) (1895–1964), deutscher Politiker (NSDAP) und Gauleiter
- Louise Schulze-Brück (1859–1918), deutsche Schriftstellerin
- Maria Brück (1913–2013), deutsche Künstlerin
- Mary Brück (1925–2008), irische Astronomin, Astrophysikerin und Hochschullehrerin
- Michael von Brück (* 1949), deutscher Theologe
- Michael Brück (Neonazi) (* 1990), deutscher Neonazi und Aktivist der neonazistischen Kleinpartei „Die Rechte“
- Moses Brück (auch Moses Bruck; 1812–1849), österreichischer Theologe
- Peter Brück (* 1975), deutscher Sprecher und Autor
- Philipp Hermann Brück (1899–1969), deutscher Politiker (SPD)
- Ralf Brueck (* 1966), deutscher Fotokünstler
- Rolf Brück (* um 1963), deutscher Ingenieur und Unternehmer (Emitec)
- Rudi Brück (1925–1995), deutscher Politiker (SPD), MdL Saarland
- Rudolf Brück (1914–1944), deutscher Widerstandskämpfer gegen den Nationalsozialismus
- Ruth Brück (1923–1998), deutsche Schauspielerin
- Sebastian Brück (* 1971), deutscher Autor und Journalist
- Susanne Brück (* 1972), deutsche Fußballspielerin
- Tilman Brück (* 1970), deutscher Wirtschaftswissenschaftler
- Trude Brück (1902–1992), deutsche Malerin, Grafikerin und Restauratorin
- Ulrich Brück (1936–2016), deutscher Sänger (Tenor)
- Valentin Brück (1911–1980), deutscher Politiker (Zentrum, CDU)
- Walter Brück (1900–1968),  österreichischer Eishockeyspieler
- Wilhelm Brück (1892–1972), Oberbürgermeister von Weinheim (1945–1948) und Landtagsabgeordneter
- Wolfgang Brück (Eishockeyfunktionär) (* 1961), deutscher Eishockeyfunktionär
- Wolfgang Brück (Mediziner), deutscher Neuropathologe und Hochschullehrer
- Wolfram Brück (1937–2016), deutscher Politiker (CDU) und Jurist